# آرثر ستون
آرثر ستون (بالإنجليزية: Arthur Stone)‏ هو ممثل أمريكي، ولد في 28 نوفمبر 1883 في الولايات المتحدة، وتوفي في 4 سبتمبر 1940 بهوليوود في الولايات المتحدة.

## وصلات خارجية
- آرثر ستون على موقع IMDb (الإنجليزية)
- آرثر ستون على موقع ألو سيني (الفرنسية)
- آرثر ستون على موقع تيرنر كلاسيك موفيز (الإنجليزية)
- آرثر ستون على موقع أول موفي (الإنجليزية)
- آرثر ستون على موقع قاعدة بيانات الأفلام السويدية (السويدية)
- آرثر ستون على موقع قاعدة بيانات الفيلم (الإنجليزية)
- آرثر ستون على موقع كينوبويسك (الروسية)